# Torquato Tasso
Torquato Tasso (Sorrento, 11. ožujka 1544. - Rim, 25. travnja 1595.), talijanski pjesnik
U dvanaestoj godini ostaje bez majke. Pravo je studirao u Bologni i Padovi . Od 1565. je u službi kardinala d'Estea.
Mučen opsesijom grijeha, uvjeren da se udaljio od crkvenog učenja, prijavljuje se inkvizitoru u Ferrari. Zatvoren je u samostan, ali bježi i putuje po Italiji. Godine 1575. dovršava svoje najpoznatije djelo "Oslobođeni Jeruzalem" koje je pisao gotovo deset godina i po kojem je čuven. U njemu je prikazao mentalitet renesansnog čovjeka, umjetički nemir i ljubav za baštinu helenskog svijeta. Autor je velikog broja lirskih pjesama s brojnim sukobima: svjetala i tame, dobra i zla, poroka i vrlina. Uvriježena je legenda o Tassovoj naklonosti pjesnikinji Cvijeti Zuzorić, kojoj su navodno posvećena tri soneta i pet madrigala. Napisao je i pastirsku igru Aminta, 1573. godine.
Budući da su još za života nastale brojne legende vezane uz njegov život i društevnu poremećenost, Johann Wolfgang Goethe  je 1790. napisao dramu Torquato Tasso.